# المجمع المغلق 1758
المجمع المغلق 1758 هو المجمع الموكول بانتخاب بابا الكنيسة الكاثوليكية الجديد بعد استقالة البابا. انعقد مجمع الكرادلة لانتخاب البابا الجديد بدءًا من
15 مايو 1758 وانتهى في 6 يوليو 1758. انتُخبَ كليمنت الثالث عشر ليكون البابا الجديد للكنيسة.
عُقدَ المجمع في الدولة البابوية في 1758.